# Терваоя (впадает в Унгозеро)
Терваоя — ручей в России, протекает по территории Ледмозерского сельского поселения Муезерского района Республики Карелии. Длина ручья — 16 км.
Ручей берёт начало из озера Кюбярайни на высоте 152,8 м над уровнем моря.
Течёт преимущественно в юго-восточном направлении по заболоченной местности.
Ручей в общей сложности имеет семь притоков суммарной длиной 17 км.
Втекает на высоте 132,6 м над уровнем моря в Унгозеро. Через Унгозеро протекает река Унга, которая впадает в реку Онду, втекающую, в свою очередь, в Нижний Выг.
На своём пути Терваоя протекает через озёра Терваозеро и Талкуна-Шельга.
Населённые пункты на ручье отсутствуют.
Код объекта в государственном водном реестре — 02020001312202000006298.